# 지라솔레
지라솔레(Girasole, 사르데냐어: Gelisui)는 이탈리아 사르데냐 주 누오로도에 있는 코무네로, 칼리아리에서 북동쪽으로 약 90 킬로미터 (56 mi) 떨어져 있고, 토르톨리에서 북서쪽으로 약 2 킬로미터 (1.2 mi) 떨어져 있다.
지라솔레는 다음 지방 자치체와 접해 있다: 로초라이, 토르톨리, 빌라그란데스트리사일리.